# Sophie Bédard
Sophie Bédard   (31 de maig de 1991) és una autora de còmics del Quebec.

## Biografia
Titular d'un Diplôme d'études collégiales DEC en disseny gràfic del Cégep du Vieux Montréal, va publicar els seus primers llibres dins de l'estructura de microeditorials Colosse abans de ser descoberta per les edicions Pow Pow que es van oferir a publicar el seu webcòmic".(aproximadament) mensual» Glorieux Printemps.
La publicació d'aquests àlbums va ser elogiada per la premsa, el volum 1 va ser nominat per al Gran Premi" Bedeis causes» de la ciutat de Quebec i el volum 2 està nominat als premis Bédélys Québec.

## Publicacions

### Tira còmica
- Les petits garçons, Éditions Pow Pow, 2019.
- De concert, col·lectiu amb Jimmy Beaulieu, Vincent Giard i Singeon, La Mauvaise Tête, 2018.
- Glorieux printemps, Éditions Pow Pow:
- # Volum 1, 2012.
- # Volum 2, 2012.
- # Volum 3, 2013.
- # Volum 4, 2014

- Effet secondaire, tome 1: promis juré, autora Catherine Girard-Audet, il·lustradora Sophie Bédard, Éditions Les Malins, 2013.
- Effet secondaire, tome 2: chums interdits, autora Catherine Girard-Audet, il·lustradora, Sophie Bédard, Éditions Les Malins, 2014.
- Felixe et la maison qui marchait la nuit, ed La Ville Brûle, 2022 - Selecció juvenil del Festival d'Angoulême 2023

### Àlbum col·lectiu
René Lévesque — Una cosa semblant a un gran home, com l'il·lustradora del capítol 13: Partie de scrabble entre amoureux (guió de Marc Tessier), Éditions Moelle Graphik, Quebec, 2021.

### Autoedició
- Réflexion personnelle, autopublicació, 2018.
- Tout va mieux maintenant, autopublicació, 2016.
- Soma, autopublicacio, 2016.
- Draps contours, avec Vincent Giard, Colosse,, 2015.
- Bunker, avec Vincent Giard (dessin et scénario), Colosse,, 2013.
- Stie qu'on est pas ben., avec Zviane (dessin et scénario), autopublicació, 2012.
- Fatigue, Colosse, 2011.

- Comme les grands, Colosse, 2011.
- L'agence Mysterium.

### Revistes
- Les petites marguerites, revista de 24 imatges, número 187, 2018[9][10]
- Caricatura de premsa, revista Liberté, núm 326, hivern 2020[11]
- Vinyeta de premsa, revista Liberté, núm 325, tardor 2019[12]
- Portraits Sandra et Émilie, revista Planches.
- Article, revista Planches, número 13, décembre 2017[13]
- Il·lustració de portada, revista Planches, número 12, septembre 2017[14]
- Article, revista Planches, número 7, primavera 2016[15]
- Article, revista Planches, número 6, hivern 2016[16]
- Columna de Sexologia, revista Planches, número 5, tardor 2015[17]
- Columna de Sexologia, revista Planches, número 4, estiu 2015[18]
- Columna de Sexologia, revista Planches, número 3, primavera 2015[19]
- Columna de Sexologia, revista Planches, número 2, hivern 2015[20]
- Columna de Sexologia, revista Planches, número 1, tardor 2014[21][22]
- Les zinséparables, revista Curium, tardor 2014[23][24]
- Sans titre, Tapage, Media Sparks, 2012[23]

## Telenovel·la en línia
- De concert, amb Singeon, Jimmy Beaulieu i Vincent Giard, sèrie de còmics col·lectius, 2015[25][26]

## Premis i reconeixements
- 2023: Finalista del Premi dels Llibreters del Quebec a la categoria de Còmics — Secció Adult del Quebec a la Gala del Premi dels Llibreters per a René Lévesque — Something like a great man, Moelle graphik editions.[27][28]
- 2022: Finalista del Prix Bédélys Québec (millor àlbum publicat per una editorial del Quebec) a la gala Bédélys per a René Lévesque — Something like a great man, Moelle graphik editions[29]
- 2022: Finalista del Prix Bédéis causa — Grand Prix de la Ville de Québec (millor àlbum en llengua francesa publicat al Quebec per un o més autors canadencs) a la gala Bédéis Causa per a René Lévesque — Something like a great man, Moelle graphik editions.[30]
- 2019: Guanyador Prix Bédélys QuébecPrix Bédélys per Les Petits garçons, edicions Pow Pow.
- 2024: Selecció al Fauve Jeunesse de Félixe i la casa que caminava de nit .
- Prix Bédéis causa per a Félixe i la casa que passejava de nit .